# Stephanuskirche (Kieselbronn)

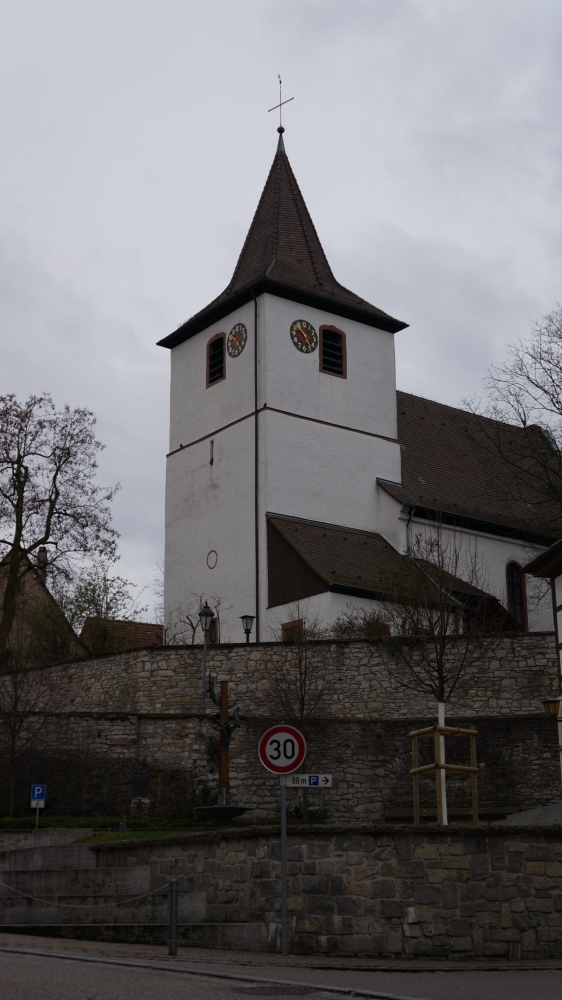
Stephanuskirche in Kieselbronn

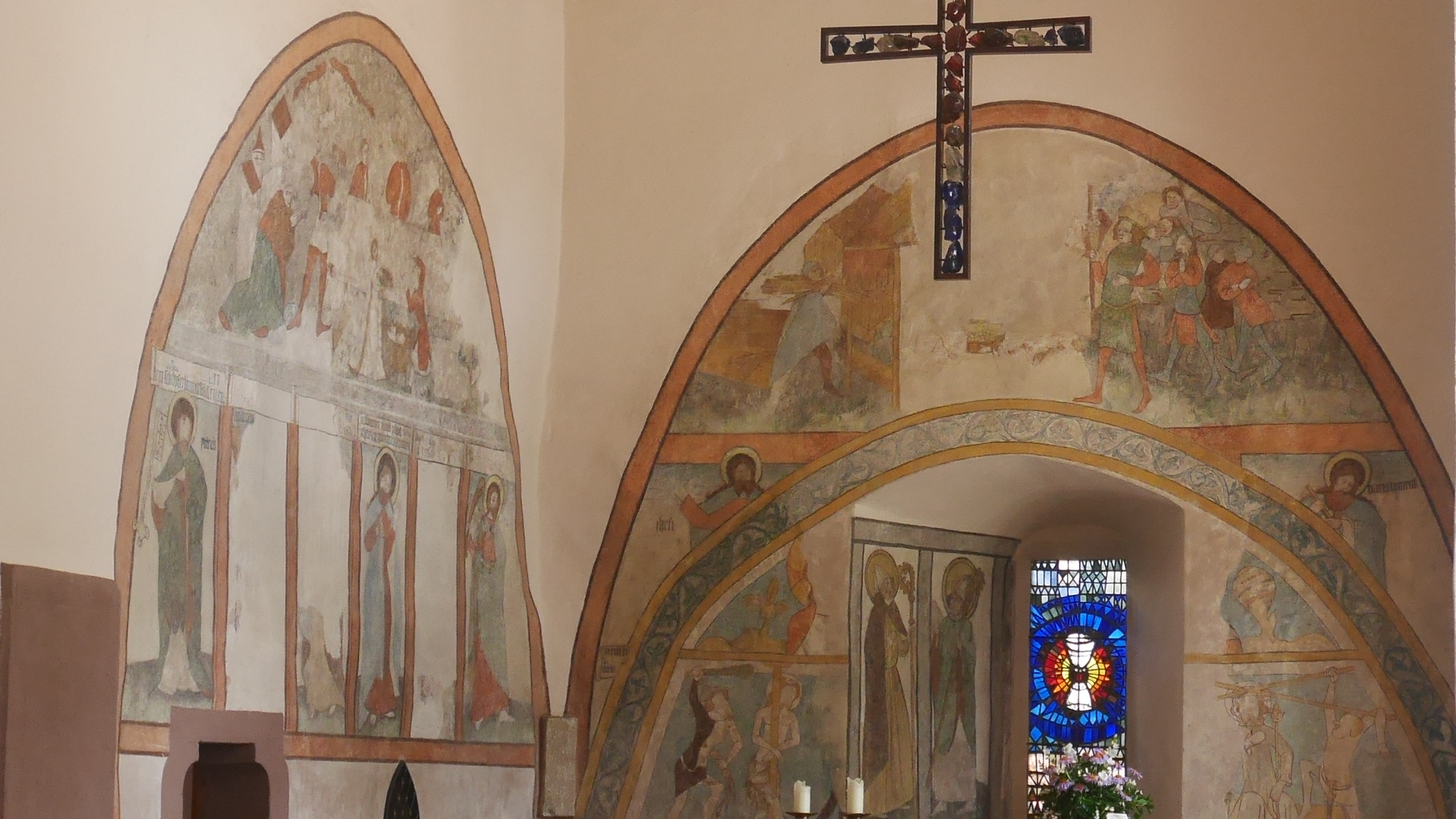
Innenansicht des Chors mit Wandmalereien

Die evangelische Stephanuskirche steht in Kieselbronn, einer Gemeinde im Enzkreis in Baden-Württemberg. Das Bauwerk ist beim Landesamt für Denkmalpflege Baden-Württemberg als Baudenkmal eingetragen. Die Kirchengemeinde gehört zum Kirchenbezirk Badischer Enzkreis der Evangelischen Landeskirche in Baden.

## Beschreibung
Die Saalkirche wurde Ende des 13. Jahrhunderts errichtet. Sie besteht aus einem Langhaus und einem Chorturm im Osten, dessen oberes Geschoss die Turmuhr und den Glockenstuhl für drei 1951 von der Glockengießerei Albert Junker gegossene Kirchenglocken beherbergt und der mit einem achtseitigen Knickhelm bedeckt ist.
Im Innenraum des Langhauses wurden Emporen eingebaut. Die Wandmalereien aus dem 14. und 15. Jahrhundert wurden 1961/62 freigelegt und restauriert. Die Orgel auf der Empore wurde vom Waldkircher Orgelbau Jäger & Brommer gebaut.